# Selecció de futbol de Moldàvia

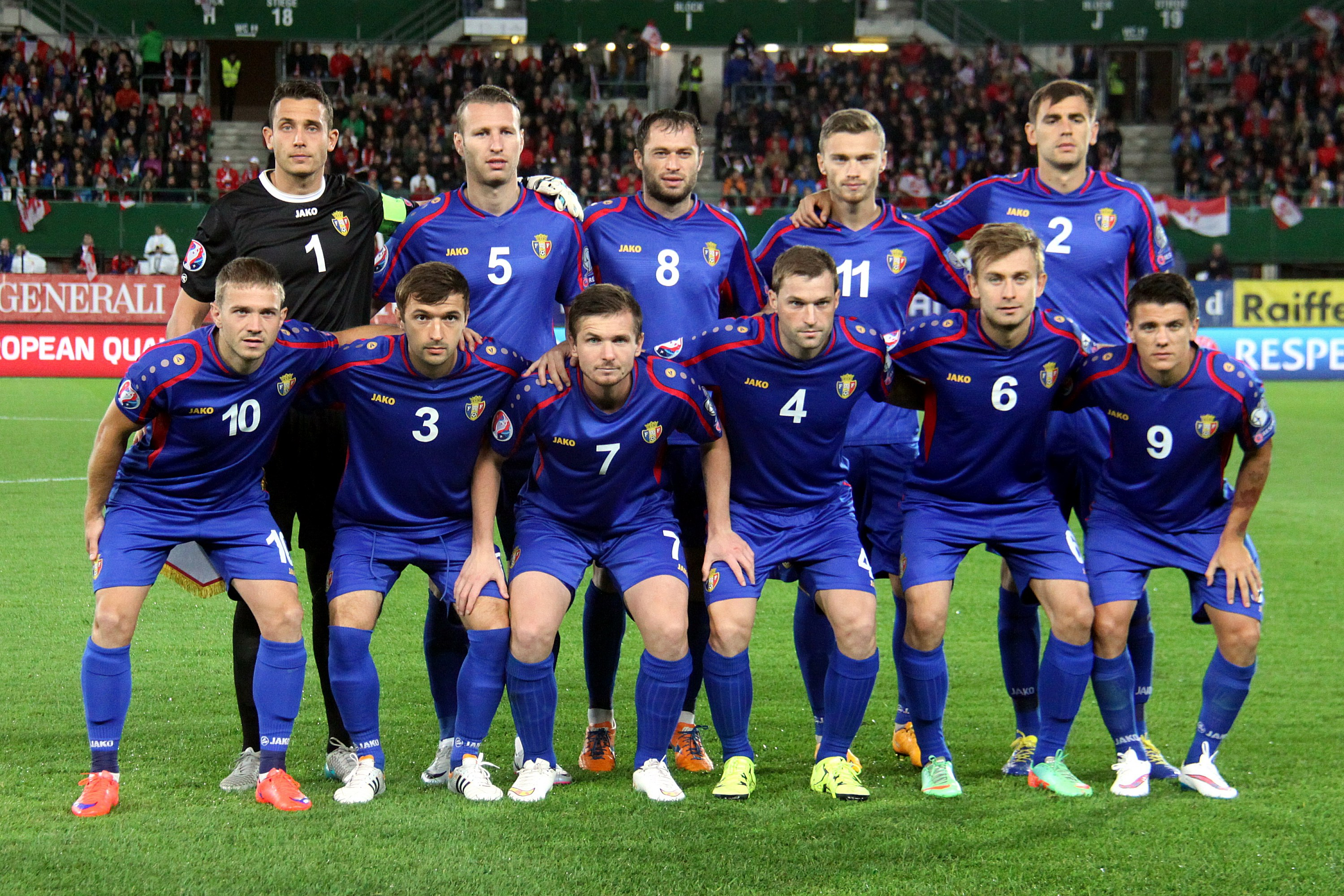
Selecció de futbol de Moldàvia (2015)

La selecció de futbol de Moldàvia (en romanès: Echipa națională de fotbal a Moldovei) és l'equip represtatiu del país en les competicions oficials. La seva organització està a càrrec de la Federació Moldava de Futbol, que pertany a la UEFA.
La selecció va néixer el 1991 després de la independència d'aquest en fer-se fallida la Unió de Repúbliques Socialistes Soviètiques.El seu millor resultat esportiu va ser el cinquè lloc en el seu grup rumb al mundial 2014, aconseguint 11 punts després de vèncer a San Marino en 2 ocasions, a Montenegro en 1 ocasió i obtenir empats davant Ucraïna i Polònia.

## Estadístiques

### Copa Mundial de Futbol
| Copa Mundial de Futbol | Copa Mundial de Futbol    | Copa Mundial de Futbol    | Copa Mundial de Futbol    | Copa Mundial de Futbol    | Copa Mundial de Futbol    | Copa Mundial de Futbol    | Copa Mundial de Futbol    |
| Any                    | Ronda                     | J                         | G                         | E                         | P                         | GF                        | GC                        |
| ---------------------- | ------------------------- | ------------------------- | ------------------------- | ------------------------- | ------------------------- | ------------------------- | ------------------------- |
| 1930 - 1938            | Part de Romania           | Part de Romania           | Part de Romania           | Part de Romania           | Part de Romania           | Part de Romania           | Part de Romania           |
| 1950 - 1990            | Part de la Unió Soviètica | Part de la Unió Soviètica | Part de la Unió Soviètica | Part de la Unió Soviètica | Part de la Unió Soviètica | Part de la Unió Soviètica | Part de la Unió Soviètica |
| 1994                   | No va participar          | No va participar          | No va participar          | No va participar          | No va participar          | No va participar          | No va participar          |
| 1998                   | No va classificar         | No va classificar         | No va classificar         | No va classificar         | No va classificar         | No va classificar         | No va classificar         |
| 2002                   | No va classificar         | No va classificar         | No va classificar         | No va classificar         | No va classificar         | No va classificar         | No va classificar         |
| 2006                   | No va classificar         | No va classificar         | No va classificar         | No va classificar         | No va classificar         | No va classificar         | No va classificar         |
| 2010                   | No va classificar         | No va classificar         | No va classificar         | No va classificar         | No va classificar         | No va classificar         | No va classificar         |
| 2014                   | No va classificar         | No va classificar         | No va classificar         | No va classificar         | No va classificar         | No va classificar         | No va classificar         |
| 2018                   | No va classificar         | No va classificar         | No va classificar         | No va classificar         | No va classificar         | No va classificar         | No va classificar         |
| 2022                   | No va classificar         | No va classificar         | No va classificar         | No va classificar         | No va classificar         | No va classificar         | No va classificar         |
| 2026                   | Per disputar-se           | Per disputar-se           | Per disputar-se           | Per disputar-se           | Per disputar-se           | Per disputar-se           | Per disputar-se           |
| Total                  | 0/22                      | -                         | -                         | -                         | -                         | -                         | -                         |

### Eurocopa
| Eurocopa    | Eurocopa                                   | Eurocopa                                   | Eurocopa                                   | Eurocopa                                   | Eurocopa                                   | Eurocopa                                   | Eurocopa                                   |
| Any         | Ronda                                      | J                                          | G                                          | E                                          | P                                          | GF                                         | GC                                         |
| ----------- | ------------------------------------------ | ------------------------------------------ | ------------------------------------------ | ------------------------------------------ | ------------------------------------------ | ------------------------------------------ | ------------------------------------------ |
| 1960 - 1988 | Part de la Unió Soviètica                  | Part de la Unió Soviètica                  | Part de la Unió Soviètica                  | Part de la Unió Soviètica                  | Part de la Unió Soviètica                  | Part de la Unió Soviètica                  | Part de la Unió Soviètica                  |
| 1992        | Part de la Comunitat d'Estats Independents | Part de la Comunitat d'Estats Independents | Part de la Comunitat d'Estats Independents | Part de la Comunitat d'Estats Independents | Part de la Comunitat d'Estats Independents | Part de la Comunitat d'Estats Independents | Part de la Comunitat d'Estats Independents |
| 1996        | No va classificar                          | No va classificar                          | No va classificar                          | No va classificar                          | No va classificar                          | No va classificar                          | No va classificar                          |
| 2000        | No va classificar                          | No va classificar                          | No va classificar                          | No va classificar                          | No va classificar                          | No va classificar                          | No va classificar                          |
| 2004        | No va classificar                          | No va classificar                          | No va classificar                          | No va classificar                          | No va classificar                          | No va classificar                          | No va classificar                          |
| 2008        | No va classificar                          | No va classificar                          | No va classificar                          | No va classificar                          | No va classificar                          | No va classificar                          | No va classificar                          |
| 2012        | No va classificar                          | No va classificar                          | No va classificar                          | No va classificar                          | No va classificar                          | No va classificar                          | No va classificar                          |
| 2016        | No va classificar                          | No va classificar                          | No va classificar                          | No va classificar                          | No va classificar                          | No va classificar                          | No va classificar                          |
| 2020        | No va classificar                          | No va classificar                          | No va classificar                          | No va classificar                          | No va classificar                          | No va classificar                          | No va classificar                          |
| 2024        | No va classificar                          | No va classificar                          | No va classificar                          | No va classificar                          | No va classificar                          | No va classificar                          | No va classificar                          |
| Total       | 0/17                                       | -                                          | -                                          | -                                          | -                                          | -                                          | -                                          |

### Lliga de Nacions de la UEFA
| Liga de Naciones de la UEFA | Liga de Naciones de la UEFA | Liga de Naciones de la UEFA | Liga de Naciones de la UEFA | Liga de Naciones de la UEFA | Liga de Naciones de la UEFA | Liga de Naciones de la UEFA | Liga de Naciones de la UEFA | Liga de Naciones de la UEFA | Liga de Naciones de la UEFA |
| Año                         | L                           | G                           | Ronda                       | J                           | G                           | E                           | P                           | GF                          | GC                          |
| --------------------------- | --------------------------- | --------------------------- | --------------------------- | --------------------------- | --------------------------- | --------------------------- | --------------------------- | --------------------------- | --------------------------- |
| 2018-19                     | D                           | 2                           | Tercer lloc                 | 6                           | 2                           | 3                           | 1                           | 4                           | 5                           |
| 2020-21                     | C                           | 3                           | Quart lloc                  | 8                           | 1                           | 1                           | 6                           | 3                           | 13                          |
| 2022-23                     | D                           | 1                           | Segon lloc                  | 6                           | 4                           | 1                           | 1                           | 10                          | 6                           |
| Total                       | Total                       | Total                       | 3/3                         | 20                          | 7                           | 5                           | 8                           | 17                          | 24                          |

## Uniforme

### Local
|  |

### Visita
|  |

### Tercer
|  |

## Jugadors
| Dorsal | Posició | Jugador             | Data de naixement/edat | Partits | Gols | Club                                |
| ------ | ------- | ------------------- | ---------------------- | ------- | ---- | ----------------------------------- |
| 1      | POR     | Dumitru Celeadnic   | 23                     | 1       | 0    | Sheriff Tiraspol                    |
| 12     | POR     | Nicolai Cebotari    | 24                     | 0       | 0    | Petrolul Ploiești                   |
| 23     | POR     | Alexei Koșelev      | 19                     | 25      | 0    | Júbilo Iwata                        |
| 25     | POR     | Stanislav Namașco   | 10                     | 53      | 0    | Keşla Plantilla:Nat fs break        |
| 2      | DEF     | Oleg Reabciuk       | 16                     | 27      | 0    | Olympiacos                          |
| 3      | DEF     | Vadim Bolohan       | 15                     | 24      | 0    | Milsami Orhei                       |
| 4      | DEF     | Igor Armaș          | 14                     | 69      | 5    | Voluntari                           |
| 5      | DEF     | Sergiu Plătică      | 9                      | 23      | 0    | Petrocub Hîncești                   |
| 6      | DEF     | Alexandru Epureanu  | 27                     | 100     | 7    | İstanbul Başakşehir (Plantilla:Cap) |
| 13     | DEF     | Igor Arhirii        | 17                     | 1       | 0    | Milsami Orhei                       |
| 15     | DEF     | Ion Jardan          | 10                     | 36      | 0    | Petrocub Hîncești                   |
| 17     | DEF     | Alexandr Belousov   | 14                     | 1       | 0    | Sheriff Tiraspol                    |
| 18     | DEF     | Daniel Dumbravanu   | 22                     | 1       | 0    | Genoa Plantilla:Nat fs break        |
| 7      | MED     | Artur Ioniță        | 17                     | 55      | 3    | Benevento                           |
| 8      | MED     | Cătălin Carp        | 20                     | 36      | 2    | Tambov                              |
| 10     | MED     | Corneliu Cotogoi    | 23                     | 1       | 0    | Dacia Buiucani                      |
| 14     | MED     | Andrei Cojocari     | 21                     | 43      | 2    | Petrocub Hîncești                   |
| 20     | MED     | Ion Dragan          | 14                     | 1       | 0    | Milsami Orhei                       |
| 22     | MED     | Vadim Rață          | 5                      | 18      | 1    | Chindia Târgoviște                  |
| 24     | MED     | Mihail Caimacov     | 22                     | 8       | 0    | Koper Plantilla:Nat fs break        |
| 9      | DEL     | Vitalie Damașcan    | 24                     | 18      | 1    | RKC Waalwijk                        |
| 11     | DEL     | Marius Iosipoi      | 28                     | 2       | 0    | Veles Moscow                        |
| 14     | DEL     | Daniel Yimenez      | 5                      | 21      | 40   | Real Ávila Club de Fútbol           |
| 16     | DEL     | Alexandru Antoniuc  | 23                     | 45      | 3    | Milsami Orhei                       |
| 19     | DEL     | Ion Nicolaescu      | 7                      | 16      | 2    | Dunajská Streda                     |
| 21     | DEL     | Virgiliu Postolachi | 17                     | 1       | 0    | Vendsyssel                          |

Entrenador: Serghei Cleșcenco